# Arenales Altos
Arenales Altos es un barrio ubicado en el municipio de Isabela en el estado libre asociado de Puerto Rico. En el Censo de 2010 tenía una población de 4.101 habitantes y una densidad poblacional de 172,28 personas por km².

## Geografía
Arenales Altos se encuentra ubicado en las coordenadas 18°25′28″N 67°1′27″O / 18.42444, -67.02417. Según la Oficina del Censo de los Estados Unidos, Arenales Altos tiene una superficie total de 23.8 km², de la cual 23.8 km² corresponden a tierra firme y (0.01%) 0 km² es agua.

## Demografía
Según el censo de 2010, había 4.101 personas residiendo en Arenales Altos. La densidad de población era de 172,28 hab./km². De los 4.101 habitantes, Arenales Altos estaba compuesto por el 80.81% blancos, el 9.85% eran afroamericanos, el 0.41% eran amerindios, el 0.05% eran asiáticos, el 6.49% eran de otras razas y el 2.39% pertenecían a dos o más razas. Del total de la población el 99.27% eran hispanos o latinos de cualquier raza.